# ローカ
『ロルカ』（Lorca）は、アメリカのシンガーソングライターであるティム・バックリィが1970年に発表した5作目のスタジオ・アルバム。

## 概要
タイトルはスペインの詩人、フェデリコ・ガルシーア・ロルカの名から取られた。
前作『ブルー・アフタヌーン』とほぼ同時期に録音された作品だが、これまでのサウンドに増してフリー・ジャズ/現代音楽に傾倒した前衛的な作風となっている。

## 収録曲
作詞作曲はティム・バックリィによる
サイド 1
1. ロルカ - "Lorca"　9:53
2. アナニマス・プロポジション - "Anonymous Proposition"　7:43

サイド 2
1. アイ・ハッド・ア・トーク・ウィズ・マイ・ウーマン - "I Had A Talk With My Woman"　6:01
2. ドリフティン - "Driftin'"　8:12
3. ノーバディ・ウォーキン - "Nobody Walkin'"　7:35

## パーソネル
- ティム・バックリィ - 12弦アコースティックギター、ボーカル
- リー・アンダーウッド - エレクトリック・ギター、エレクトリック・ピアノ
- ジョン・バーキン - アップライト・ベース、フェンダー・ベース、パイプオルガン
- カーター・C.C.・コリンズ - コンガ

技術
- ハーブ・コーエン - エグゼクティブ・プロデューサー
- ディック・カンク - プロデューサー、エンジニア
- エド・カラエフ - 撮影
- ロバート・L ヘイモール - デザイン
- ウィリアム・H・ハーヴェィ - アート・ディレクション